# Even Sø
Even Sø er en 22,6 hektar stor sø der ligger i en slugt vest for Præstø og Præstø Fjord. Efter fjernelse af gamle sluseporte i 1980’erne er søen igen blevet brakvandet i den nedre del, som den oprindeligt var, da der periodevis er indløb fra Præstø Fjord. Søen er typebestemt til næringsrig sø og er stærkt miljøpåvirket af, dels spildevandstilløb der dog er nedbragt, og af andefodring.
Langs den lavvandede sø findes udbredte forekomster af naturtypen hængesæk, og i en af disse er der en bestand af den beskyttelseskrævende orkidé mygblomst. På søens vestside findes veludviklede ellesumpe. De
truede naturtyper rigkær, surt overdrev og kalkoverdrev findes spredt i området. Der er overvejende
tale om små arealer. To af kalkoverdrevene rummer bestande af sjældne orkideer.
Områdets kystskove rummer mere end halvdelen af Danmarks bestand af den nationalt rødlistede art stor skallesluger. Søen er meget fuglerig og i de nære omgivelser lever et havørnepar.
Søen er en del af Natura 2000-område nr. 168 Havet og kysten mellem Præstø Fjord og Grønsund, og er både habitatområde, fuglebeskyttelsesområde og del af et ramsarområde.